# 미디엄 (웹사이트)
미디엄(Medium)은 에번 윌리엄스가 개발한 온라인 출판 플랫폼의 하나로, 2012년 8월 시작되었다. A 미디엄 코퍼레이션(A Medium Corporation)의 소유이다. 이 플랫폼은 소셜 저널리즘의 한 예로, "아마추어, 전문가"와 "출판물"의 하이브리드, 또는 미디엄의 전문 블로그나 퍼블리셔이며, 종종 블로그 호스팅 사이트로 간주된다.
윌리엄스는 트위터의 140자(현재는 280자) 최대수보다 더 긴 글과 문서를 게시하는 한 방법으로 미디엄을 개발하였다.

## 배경
트위터의 공동 설립자이자 전 CEO인 에반 윌리엄스는 사용자들이 트위터의 140자 제한보다 더 긴 글을 만들 수 있도록 장려하기 위해 미디엄을 개설하였다. 2012년 시작했을 때 윌리엄스는 "생산되는 게시물의 품질을 높이는 데 진전이 덜하다."고 언급하였다. 2013년 4월, 윌리엄스는 플랫폼의 상근 직원 수가 30명이었으며(스토리텔러 역할을 위한 결원 포함) 자신의 시간 중 98퍼센트를 이에 할애하고 있다고 보고하였다. 8월, 윌리엄스는 이 사이트가 여전히 작은 편이지만 여전히 낙관적이라고 보고하면서 "사려깊게 말할 것이 있는 사람들을 위해 가능한 쉽게 만드는 것을 시도하고 있다"고 보고하였다.
미디엄은 사용자의 규모를 극대화하는 것과는 반대로 사이트를 읽는 방문객들(2015년 3월 기준 1,500,000명)의 시간을 최적화하는데 초점을 두었다. 2015년, 윌리엄스는 순수 방문자의 표준 웹 트래픽 수치에 대해 "우리가 시도하는 바에 상당히 변덕스럽고 의미없는 수치"라고 비평하였다. 회사에 따르면 2017년 5월 기준으로, Medium.com의 순수 월간 독자 수는 60,000,000명에 이른다.